# Le Sire de Montrésor
Le Sire de Montrésor est la quatorzième histoire de la série Johan et Pirlouit de Peyo. Elle est publiée pour la première fois du no 1004 au no 1044 du journal Spirou. Puis est publiée sous forme d'album en 1960.

## Univers

### Synopsis
Imagine ce qui se passerait si Pirlouit devenait un puissant seigneur : il serait honnête mais mangerait tout ce qu'il y aurait dans les cuisines du château ! Or, voilà qu'on le prend pour le sire de Montrésor ! Il accepte de prendre sa place, sans savoir que bientôt il devra faire face à un adversaire de taille : Courtecorne.

## Adaptation
- Cet album a été adapté dans la série animée Johan & Pirlouit apparue dans la série animée Les Schtroumpfs, diffusée pour la première fois en 1982 où les 4 schtroumpfs : le grand schtroumpf, la schtroumpfette, le schtroumpf gourmand, le schtroumpf à lunettes et Dame Barbe apparaissent dans l'épisode Le Prince et Pirlouit.